# Alonso de Orozco
Alonso de Orozco Mena, OSA (17. října 1500, Oropesa – 19. září 1591, Madrid) byl španělský římskokatolický kněz a řeholník řádu augustiniánů. Katolická církev jej uctívá jako světce.

## Život

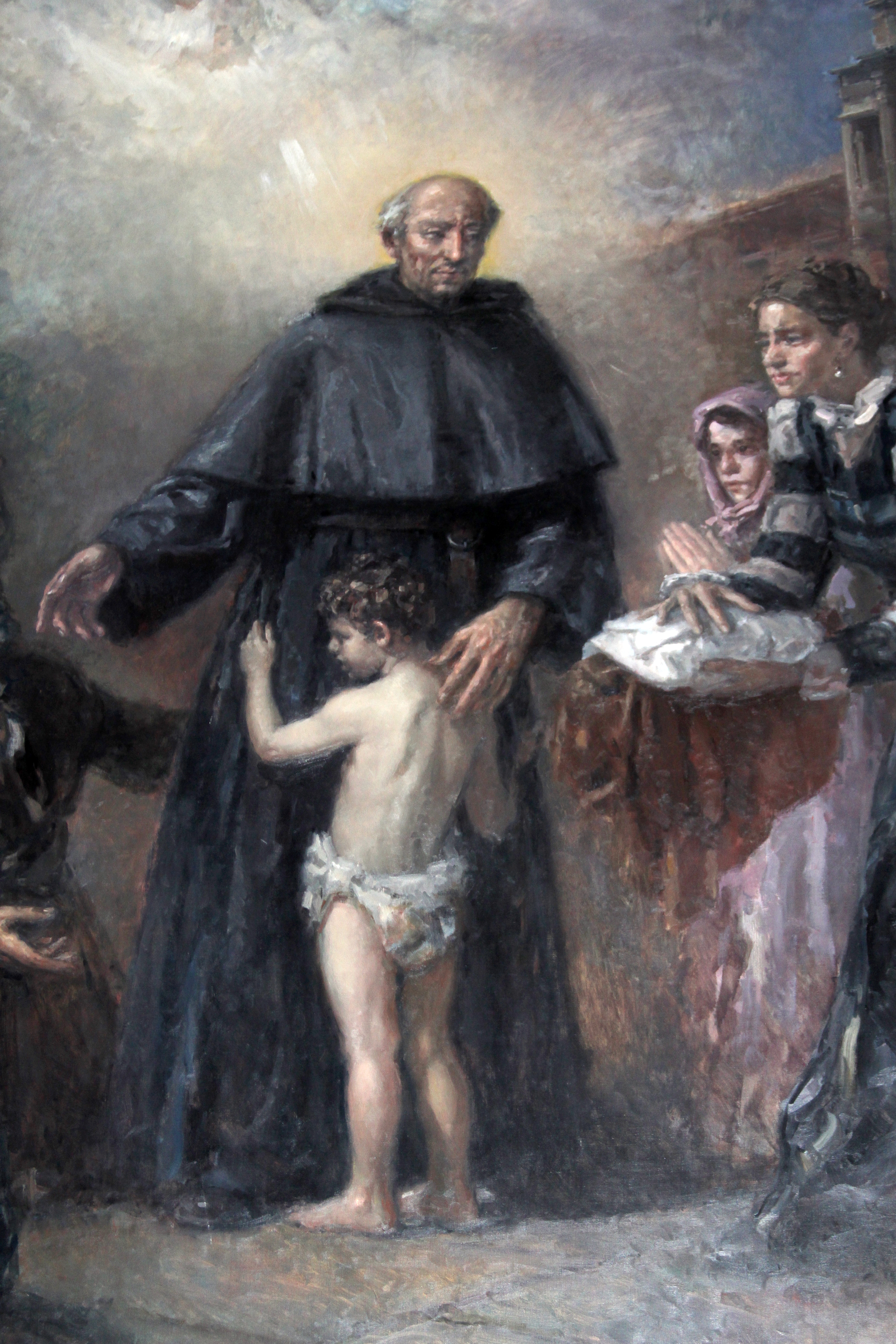
Detail obrazu

Narodil se dne 17. října 1500 ve městě Oropesa u Toleda. Jako dítě studoval hudbu a zpíval v kostelním sboru. Ve 14 letech byl na příkaz rodičů zapsán na školu v Salamance.
Ve svých 20 letech vstoupil do Řádu svatého Augustina. Byl duchovním žákem sv. Tomáše z Villanovy. V předvečer letnic roku 1522 složil své řeholní sliby. V roce 1527 byl vysvěcen na kněze a stal se významným kazatelem. V roce 1549 cestoval na misie do Mexika, ale kvůli těžké artritidě byl poslán zpět do Španělska, kde od roku 1554 sloužil jako převor svého kláštera ve Valladolidu. Sloužil také jako kazatel na dvoře císaře Karla V. a v roce 1561 se jeho dvorem přestěhoval do Madridu.

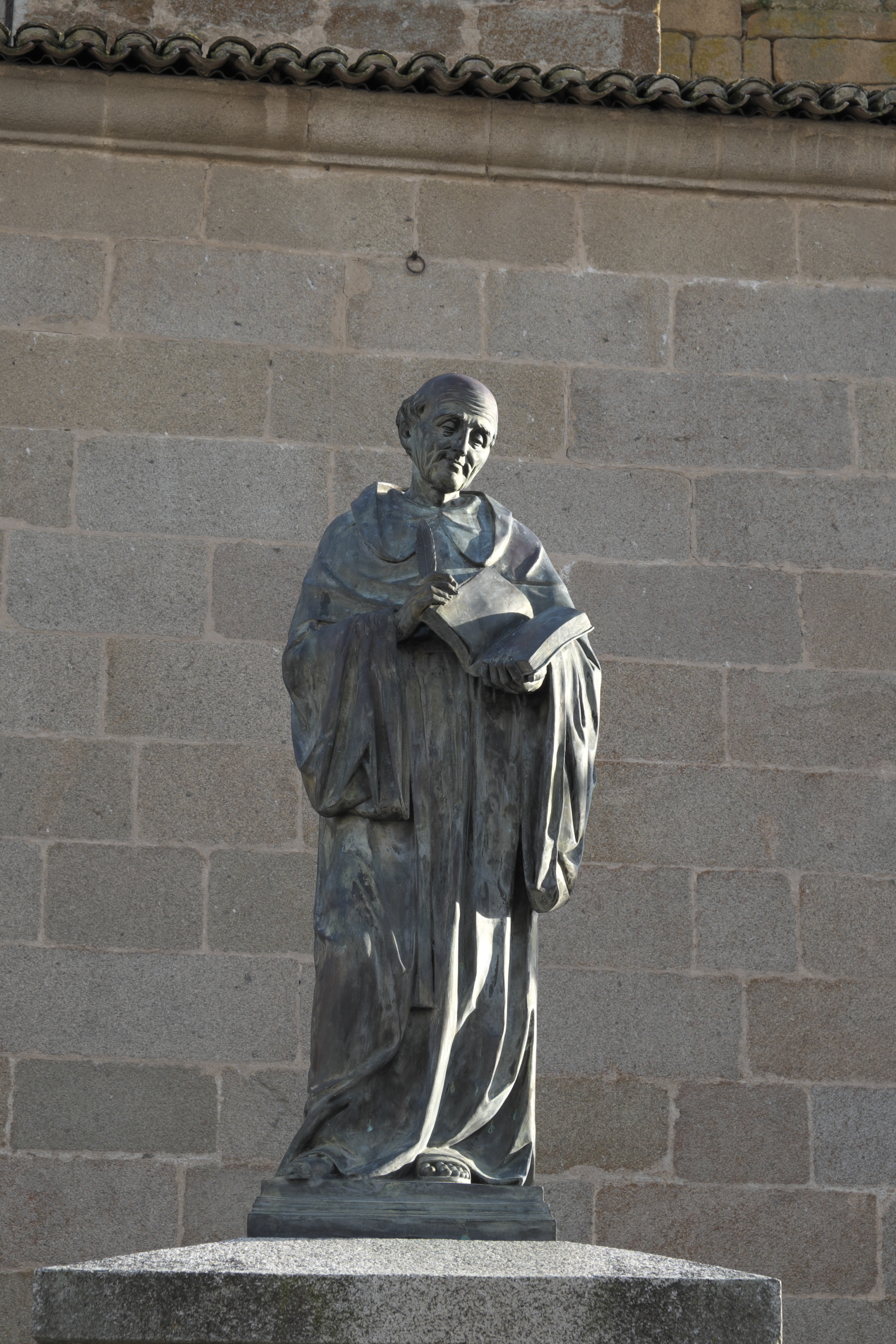
Jeho socha v Oropese

Odmítl přijmout výsady císařského dvora a znovu potvrdil svou touhu žít jako skromný a prostý mnich. Rád se setkával s prostými lidmi, kteří hledali jeho radu a veškerý volný čas věnoval návštěvám nemocných a vězňů. Věnoval se psaní, kdy např. sestavil historii řádu augustiniánů. Pomáhal také zakládat nové kláštery a konventy svého řádu.
V srpnu roku 1591 onemocněl horečkou a jeho zdraví se prudce zhoršilo. Zemřel dne 19. září 1591 v Madridu.

## Úcta
Jeho beatifikační proces započal dne 13. prosince 1676, čímž obdržel titul služebník Boží. Dne 15. srpna 1732 jej papež Klement XII. podepsáním dekretu o jeho hrdinských ctnostech prohlásil za ctihodného.
Blahořečen byl dne 15. ledna 1882 v bazilice sv. Petra papežem Lvem XIII. Svatořečen pak byl dne 19. května 2002 na Svatopetrském náměstí papežem sv. Janem Pavlem II.
Jeho památka je připomínána 19. září. Bývá zobrazován v řeholním oděvu.